# 노우즈 플루트

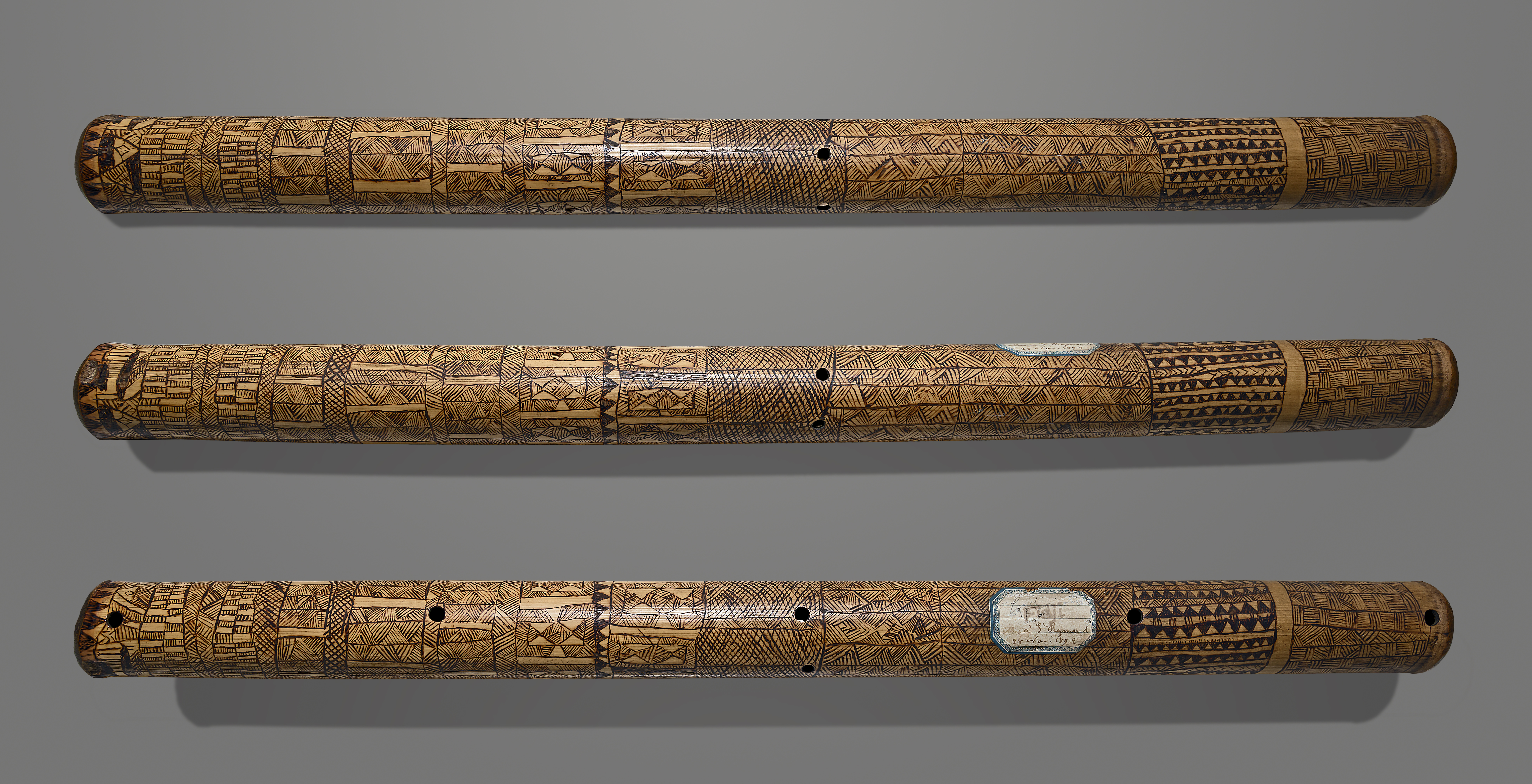
1838년 피지 코피리

노우즈 플루트(영어: nose flute) 혹은 코피리는 폴리네시아와 환태평양 일대에서 자주 연주되는 악기다. 아프리카에서도 다른 형태로 발견된다.

## 하와이
하와이에서 코피리는 구애할 때 사용하는 도구였다. 하와이어로는 hano로 "코 피리"를 의미한다. 좀 더 구체적인 용어인 'ohe hano ihu및 'ohe hanu ihu는 각각 "코를 위한 대나무 피리", "코 호흡을 위한 대나무"라는 의미다.
하와이에서 코피리는 하나의 대나무 섹션으로 만들어진다. Te Rangi Hiroa가 쓴 《하와이 예술 공예》 에 따르면 비숍 박물관 소장품 중에는 코로 불 수 있는 구멍이 있고 운지 구멍이 2~3개 있는 코피리가 있다고 한다. 운지 구멍 하나는 취구 근처에 위치하고 길이는 10–21 인치 (250–530 mm)다.
다양한 가문에서 내려오는 구전에 따르면 운지 구멍은 1개에서 4개까지였으며 구멍의 위치는 연주자의 취향에 따라 달라졌다고 한다. 주로 즐거움을 위해 개인적으로 연주하는 구애 악기이지만 성가, 노래, 훌라 와 함께 사용될 수도 있다. 쿠무 훌라에서는 마치 노래를 부르는 것처럼 플루트 소리를 내거나 연주하면서 노래를 부를 수 있다고 한다.

## 아프리카
콩고 에서는 8개 종족이 코피리를 연주한다고 알려져 있다.

## 필리핀
필리핀의 코피리(타갈로그어:Pitung ilong, 본톡족 언어로는 칼랄렝(en:kalaleng, 칼링가족 언어로는 tongali)는 오른쪽 또는 왼쪽 콧구멍의 가장 앞쪽 가장자리로 연주한다. 칼랄렝은 길고 내부 직경이 좁기 때문에 한쪽 콧구멍에서 나오는 바람이 다소 약한 경우에도 다양한 화음을 연주하는 것이 가능하다. 따라서 이 코피리는 2.5 옥타브 범위의 음을 연주할 수 있다.

## 대만

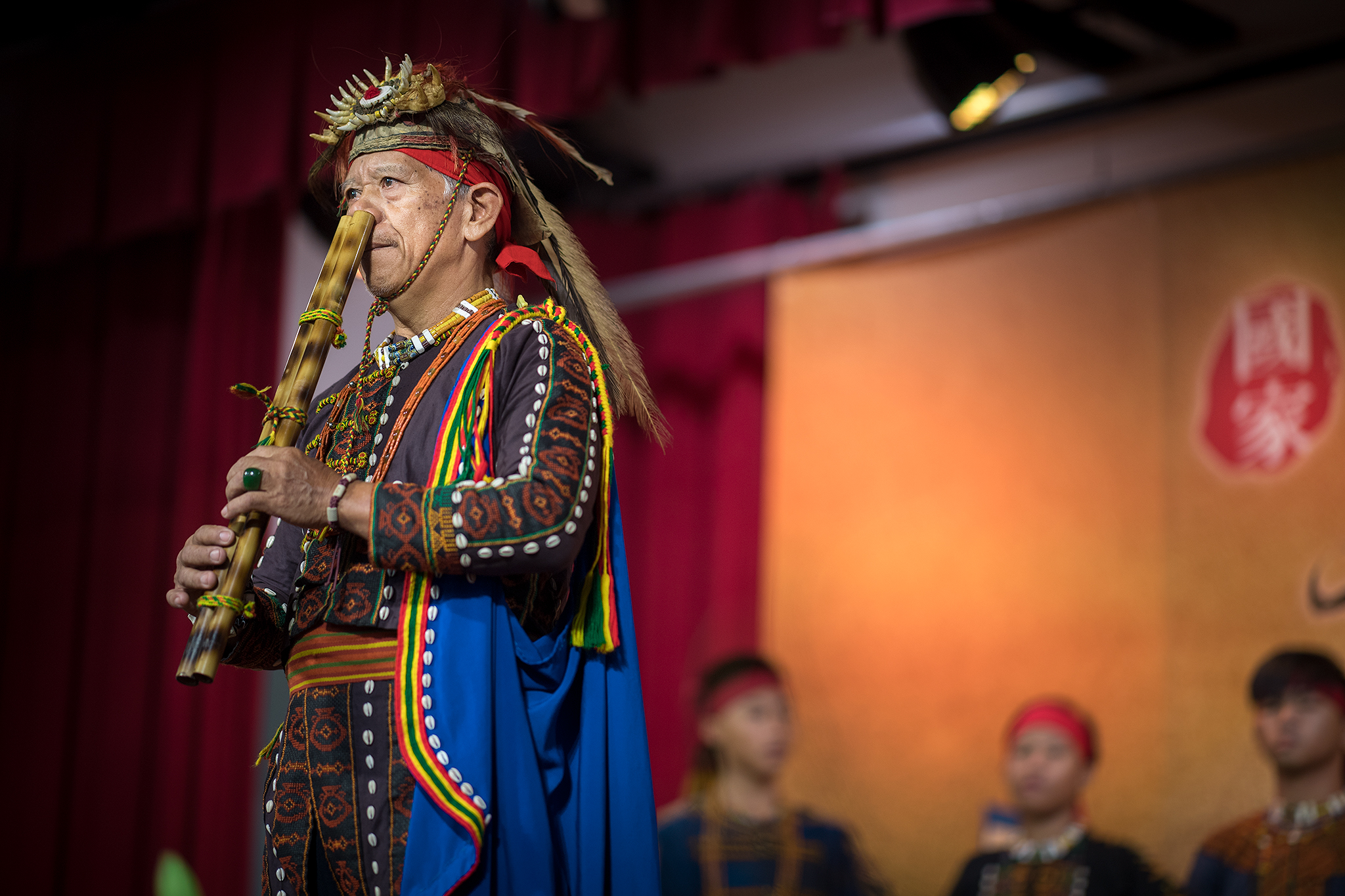
파이완족이 연주하고 있는 대나무 코피리

대만 남부의 파이완족은 관이 두개인 코피리를 연주한다. 또한 두개의 관을 가진 관악기도 연주한다고 알려져 있다.

## 뉴질랜드

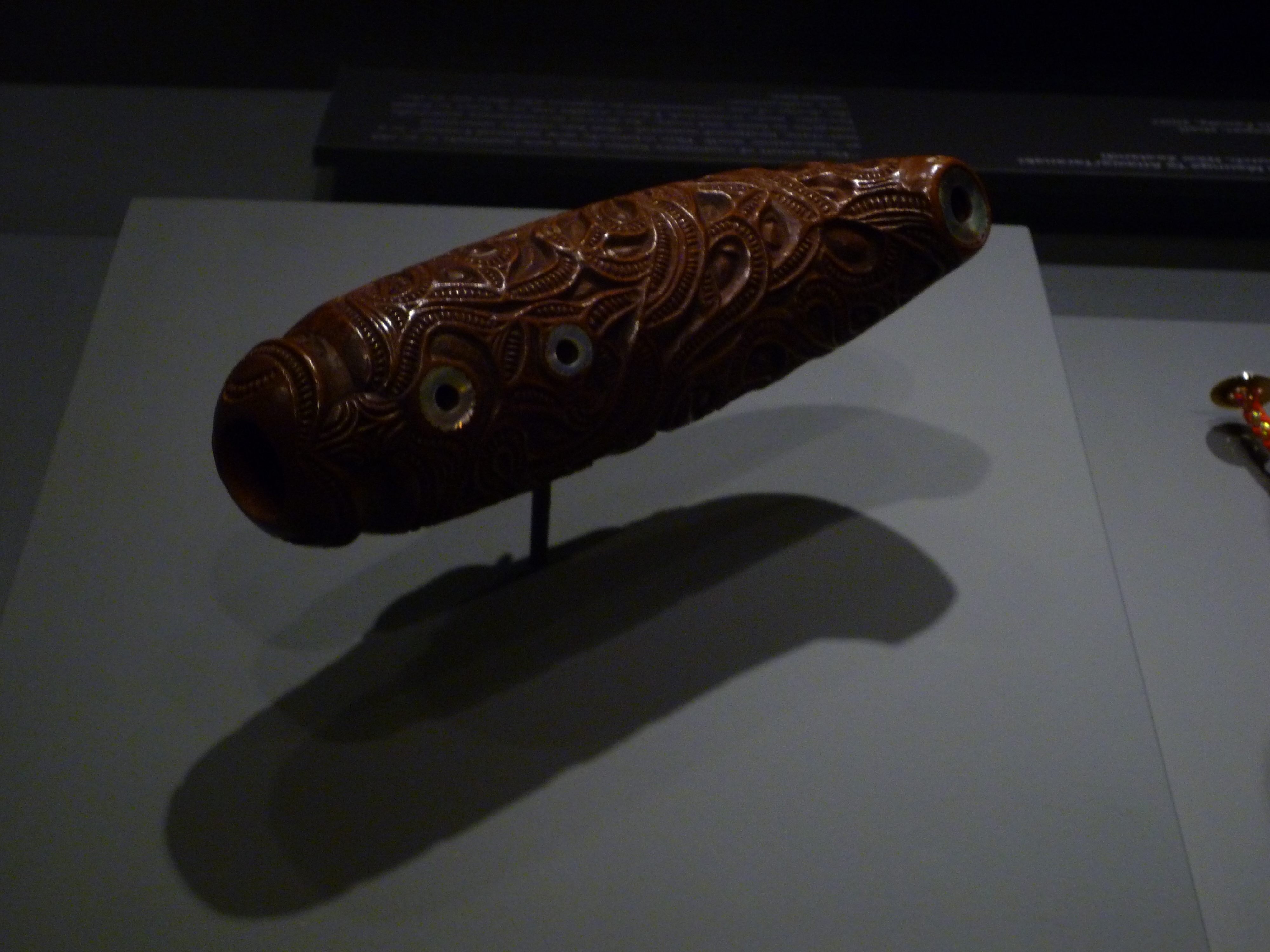
뉴질랜드의 응구루(Nguru)

뉴질랜드의 마오리족은 나무, 박의 줄기, 고래 이빨을 이용해서 응구루(Nguru)를 조각해 만들었다. 응구루는 예로부터 신성한 물건으로 간주되었으며, 몇몇 응구루는 그에 걸맞게 정교하게 조각되기도 했다. 응구루는 일반적으로 코피리로 잘 알려져 있지만 코로 연주할 수 있는 것은 작은 응구루이고 보통 입으로 연주했다.
박으로 만든 마오리의 "kōauau ponga ihu"도 전통적인 코피리 중 하나다. 제작자는 목을 상당히 작은 단면으로 잘라 조롱박의 줄기에 취구를 만든다. 연주자는 연주할 때 취구를 콧구멍 아래에 위치 시켜서 플루트 음색을 만든다. kōauau ponga ihu는 음향 원리에 있어서 오카리나와 비슷하며, 박에 추가적인 지공을 뚫어 여러 음을 표현할 수 있다.

## 통가
통가섬의 팡팡구(Fangufangu) 코피리는 대나무 관의 양쪽 끝에 마디 벽이 있고, 마디 앞에 콧구멍이 옆 손가락 구멍과 함께 위치한다. 관의 가운데에는 구멍이 뚫려 있어 일종의 통풍구 역할을 하며 열린 원위부 끝을 대신한다. 이러한 특징 때문에 팡팡구는 양쪽 끝에서 연주할 수 있고, 지공의 배치가 마디마다 달라서 두 개의 음계를 번갈아 연주할 수 있지만, 한 번에 하나의 음계만 연주한다.

## 같이 보기
- 플루트
- 관악기